# Lev (valuta)

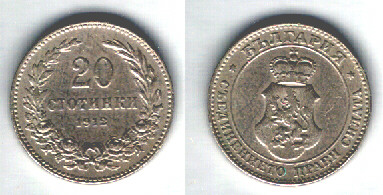
20 stotinki-mynt, 1912

Nya lev (Bl - Bălgarski lev) är den valuta som används i Bulgarien. Valutakoden är BGN. 1 lev (pluralform leva) = 100 stotinki (singularform stotinka).
Valutan infördes 1999 och ersatte den tidigare lev som infördes i sin första form redan 1881. Vid bytet var omvandlingen 1 BGN = 1000 gamla lev (valutakod BGL)
Valutan har en bunden växelkurs sedan 2005 till euro. Sedan den 10 juli 2020 är valutan ansluten till Europeiska växelkursmekanismen.

## Användning
Valutan ges ut av Bălgarska narodna banka - BNB som grundades 1879. BNB ombildades 1997 och har huvudkontor i Sofia.

## Valörer
- mynt: 1 lev, 2 leva
- underenhet: 1 stotinka och 2, 5, 10, 20 och 50 stotinki
- sedlar: 1, 2, 5, 10, 20, 50 och 100 BGN